# Hans Becking
Hans Becking (Deventer, 19 maart 1986) is een Nederlands wielrenner, hij legt zich voornamelijk toe op het mountainbiken.

## Biografie
Becking behaalde zowel in 2003 als 2004 een derde plaats op het Europees kampioenschap cross country mountainbike voor junioren. In 2004 werd hij met de Nederlandse ploeg negende op de teamrally tijdens de Wereldkampioenschappen mountainbike. In 2017 wist hij beslag te leggen op een zevende plaats tijdens het Wereldkampioenschap marathon. Becking wint de cross country op het Nederlands kampioenschap in 2012 en 2016, in 2019, 2021 en 2023 won hij de Nederlandse titel op de marathon.

## Palmares

### Gravel
2024 - 5 zeges
1e etappe Santa Vall
Gravel World Series Naivasha
4e etappe Migration Gravel Race
Eindklassement Migration Gravel Race
Gravel World Series Szklarska Poreba

### Mountainbiken
Rittekoersen
2014 - 4 zeges
5e, 6e en 7e etappe Brasil Ride
Eindklassement Brasil Ride
2015 - 3 zeges
5e en 6e etappe Brasil Ride
Eindklassement Brasil Ride
2016 - 4 zeges
5e etappe Transmaurienne Vanoise
2e en 3e etappe Epic Israel
Eindklassement Epic Israel
2017 - 14 zeges
proloog, 1e en 2e etappe Portugal MTB Tour
Eindklassement Portugal MTB Tour
3e etappe BeMC
proloog, 1e, 2e en 3e etappe La Leyenda del Dorado
Eindklassement La Leyenda del Dorado
2e en 3e etappe Epic Israel
Eindklassement Epic Israel
proloog Brasil Ride
2018 - 8 zeges
3e etappe Volcat BTT
2e, 3e en 6e etappe Portugal MTB Tour
2e en 5e etappe La Leyenda del Dorado
Eindklassement La Leyenda del Dorado
2e etappe Brasil Ride
2019 - 7 zeges
1e en 4e etappe Andalucía Bike Race
1e etappe Volcat BTT
Eindklassement Volcat BTT
2e en 4e etappe Brasil Ride
Eindklassement Brasil Ride
2020 - 7 zeges
1e en 2e etappe Costa Blanca Bike Race
Eindklassement Costa Blanca Bike Race
2e, 3e en 4e etappe Colina Triste
Eindklassement Colina Triste
2021 - 15 zeges
Eindklassement Volcat BTT
proloog, 2e en 4e etappe 4 Islands MTB Stage Race
4e etappe Transmaurienne Vanoise
1e, 2e en 4e etappe Colina Triste
Eindklassement Colina Triste
4e, 5e en 7e etappe Cape Epic
proloog en 4e etappe Brasil Ride
Eindklassement Brasil Ride
2022 - 5 zeges
1e etappe BeMC
Eindklassement BeMC
1e en 2e etappe Epic Andorra Pyrenees
2e etappe Transmaurienne Vanoise
2023 - 5 zeges
Eindklassement Volcat BTT
proloog 4 Islands MTB Stage Race
3e etappe Epic Andorra Pyrenees
Eindklassement Epic Andorra Pyrenees
1e etappe Brasil Ride Bahia
2024 - 14 zeges
1e, 3e en 5e etappe Andalucia Bike Race
1e en 2e etappe Cape Epic
1e etappe Transgrancanaria Bike
Eindklassement Transgrancanaria Bike
1e en 2e etappe Epic Andorra Pyrenees
Eindklassement Epic Andorra Pyrenees
1e, 2e en 5e etappe Appenninica
Eindklassement Appenninica
2023 - 6 zeges
proloog, 1e, 2e, 3e en 4e etappe 4 Islands MTB Stage Race
Eindklassement 4 Islands MTB Stage Race
Marathon
| Seizoen | Wereldbeker      | WK  | EK  | NK     | Overige      | Totaal aantal zeges |  |
| ------- | ---------------- | --- | --- | ------ | ------------ | ------------------- |  |
| 2010    |                  | DNS | DNS | 10e    |              | 0                   |  |
| 2011    |                  | DNS | DNS | 5e     |              | 0                   |  |
| 2012    |                  | 35e | DNS | DNS    |              | 0                   |  |
| 2013    |                  | DNS | DNS | DNS    |              | 0                   |  |
| 2014    |                  | DNS | DNS | DNS    |              | 0                   |  |
| 2015    |                  | DNS | DNS | Brons  |              | 0                   |  |
| 2016    |                  | DNS | DNS | 4e     |              | 0                   |  |
| 2017    |                  | 7e  | DNS | 5e     |              | 0                   |  |
| 2018    |                  | 31e | 9e  | 8e     |              | 0                   |  |
| 2019    | Girona, Bouillon | 66e | 9e  | Goud   |              | 3                   |  |
| 2020    |                  | DNS | NVT | NVT    |              | 0                   |  |
| 2021    |                  | 25e | 27e | Goud   | Porto Seguro | 2                   |  |
| 2022    |                  | 12e | 17e | Brons  |              | 0                   |  |
| 2023    |                  | 23e | 11e | Goud   | Girona       | 2                   |  |
| 2024    |                  | 34e | 17e | Zilver |              | 0                   |  |
|         |                  |     |     |        |              |                     |  |
| Totaal  | 2                | 0   | 0   | 3      | 2            | 7                   |  |

Cross-country
| Seizoen | Wereldbeker | OS  | WK  | EK  | NK     | Overige | Totaal aantal zeges |
| ------- | ----------- | --- | --- | --- | ------ | ------- | ------------------- |
| 2009    |             | NVT | DNS | DNS |        |         | 0                   |
| 2010    |             | NVT | DNS | DNS | 23e    |         | 0                   |
| 2011    |             | NVT | DNS | DNS | Zilver |         | 0                   |
| 2012    |             | DNQ | DNS | DNS | Goud   |         | 1                   |
| 2013    |             | NVT | DNS | DNS | 10e    |         | 0                   |
| 2014    |             | NVT | 30e | DNS | Brons  |         | 0                   |
| 2015    |             | NVT | 43e | 19e | Zilver |         | 0                   |
| 2016    |             | DNQ | 58e | 33e | Goud   |         | 1                   |
| 2017    |             | NVT | DNS | DNS | Zilver |         | 0                   |
| 2018    |             | NVT | DNS | DNS | Zilver |         | 0                   |
| 2019    |             | NVT | DNS | DNS | Brons  |         | 0                   |
|         |             |     |     |     |        |         |                     |
| Totaal  | 0           | 0   | 0   | 0   | 2      | 0       | 2                   |

## Trivia
Becking woont in het Oost-Vlaamse Oordegem.
Aalrust · Becking · Berlin · Bongiorno · Hansen · Jones · Koerjanov · Mitri · O'Donnell · Paluta · Pettersen · Pithie · Sessler · Steinacher